# Peter Erskine

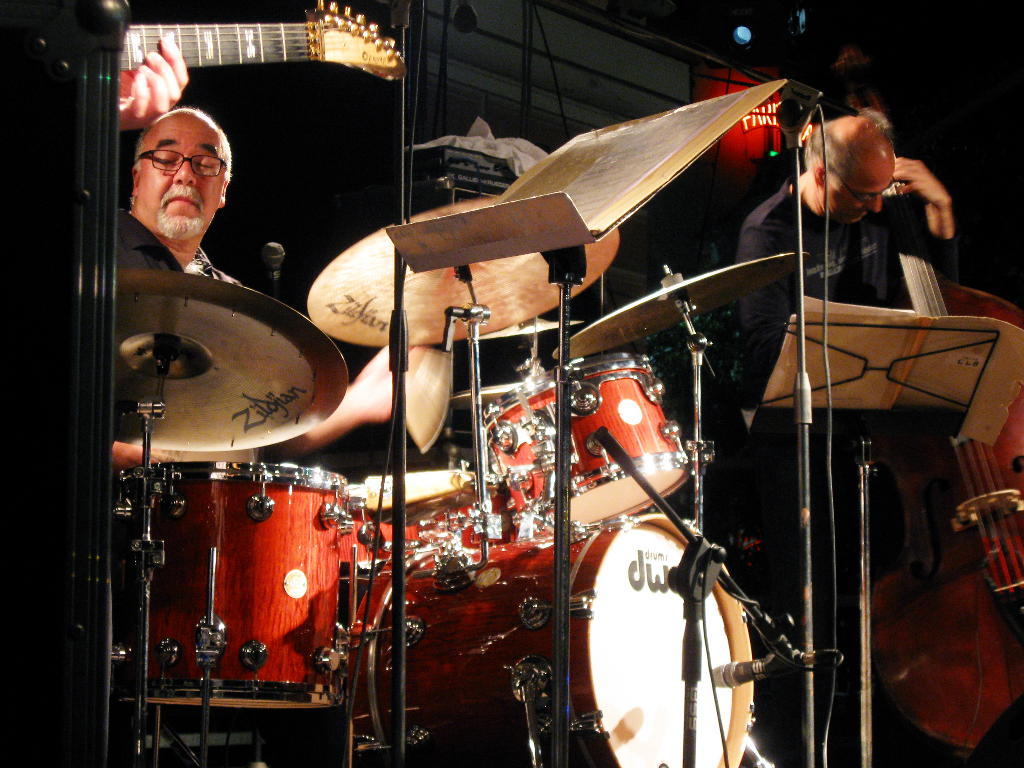
Peter Erskine, 25 lipca 2008

Peter Erskine (ur. 5 czerwca 1954 w Somers Point, stan New Jersey) – amerykański perkusista jazzowy.

## Życiorys
Zaczął grać na perkusji w wieku lat czterech. Ukończył Interlochen Arts Academy, po czym studiował na uniwersytecie stanu Indiana. Karierę zawodową zaczął w 1972, gdy dołączył do orkiestry Stana Kentona. Po trzech latach zaczął grać z Maynardem Fergusonem. W 1978 roku dołączył do Weather Report, gdzie w sekcji rytmicznej grał z Jaco Pastoriusem. Z Weather Report nagrał pięć albumów w ciągu czterech lat, po czym dołączył do zespołu Steps Ahead. Jego nagrania z big-bandem Boba Mintzera do dziś stanowią wzór dla wielu młodych adeptów sztuki perkusyjnej. Zagrał również na powrotnym albumie Kate Bush „Aerial” w 2005. Poza tym współpracował z takimi gwiazdami jak Diana Krall, Eliane Elias, Queen Latifah czy Linda Ronstadt. Grywał także z orkiestrami szkockimi i fińskimi. Aktualnie wykłada na uniwersytecie południowej Kalifornii. Stryj basisty Damiana Erskine.

## Książki
- Time Awareness: For All Musicians, Alfred Publishing Company, ISBN 978-0-7390-3854-3.
- The Erskine Method for Drumset, Alfred Publishing Company, ISBN 978-0-7390-3541-2.
- The Drum Perspective, Hal Leonard Corporation, ISBN 978-0-7935-7458-2.
- Drum Concepts and Techniques, 21st Century Publications, ISBN 978-0-88188-778-5.

## Wybrana dyskografia
Jako lider
- 1982 Peter Erskine (Contemporary/OJC)
- 1987 Transition (A&M)
- 1988 Motion Poet (A&M)
- 1988 Aurora (Denon)
- 1990 Big Theatre (ah um)
- 1991 Sweet Soul (Fuzzy Music)
- 1992 You Never Know (ECM)
- 1993 Time Being (ECM)
- 1994 History Of The Drum (Interworld)
- 1995 As It Is (ECM)
- 1995 From Kenton to Now (Fuzzy Music)
- 1998 Lava Jazz (Fuzzy Music)
- 1998 Behind Closed Doors, Vol. 1 (Fuzzy Music)
- 1999 Juni (ECM)
- 2000 Live at Rocco (Fuzzy Music)
- 2002 Badlands (Fuzzy Music)
- 2003 Cologne (w/ Bill Dobbins and John Goldsby) (Fuzzy Music)
- 2005 The Lounge Art Ensemble: Music For Moderns (Fuzzy Music)

Jako muzyk towarzyszący
- Manhattan Jazz Quintet: Manteca (live) (1992) and Funky Strut (1993)
- Steely Dan: Alive in America (live) (1995)
- Steps Ahead: Steps Ahead (1983)